# Gustav Hessing
Gustav Hessing (Chernivtsí, 20 de enero de 1909 - Viena, 8 de enero de 1981), fue un pintor y profesor austríaco.

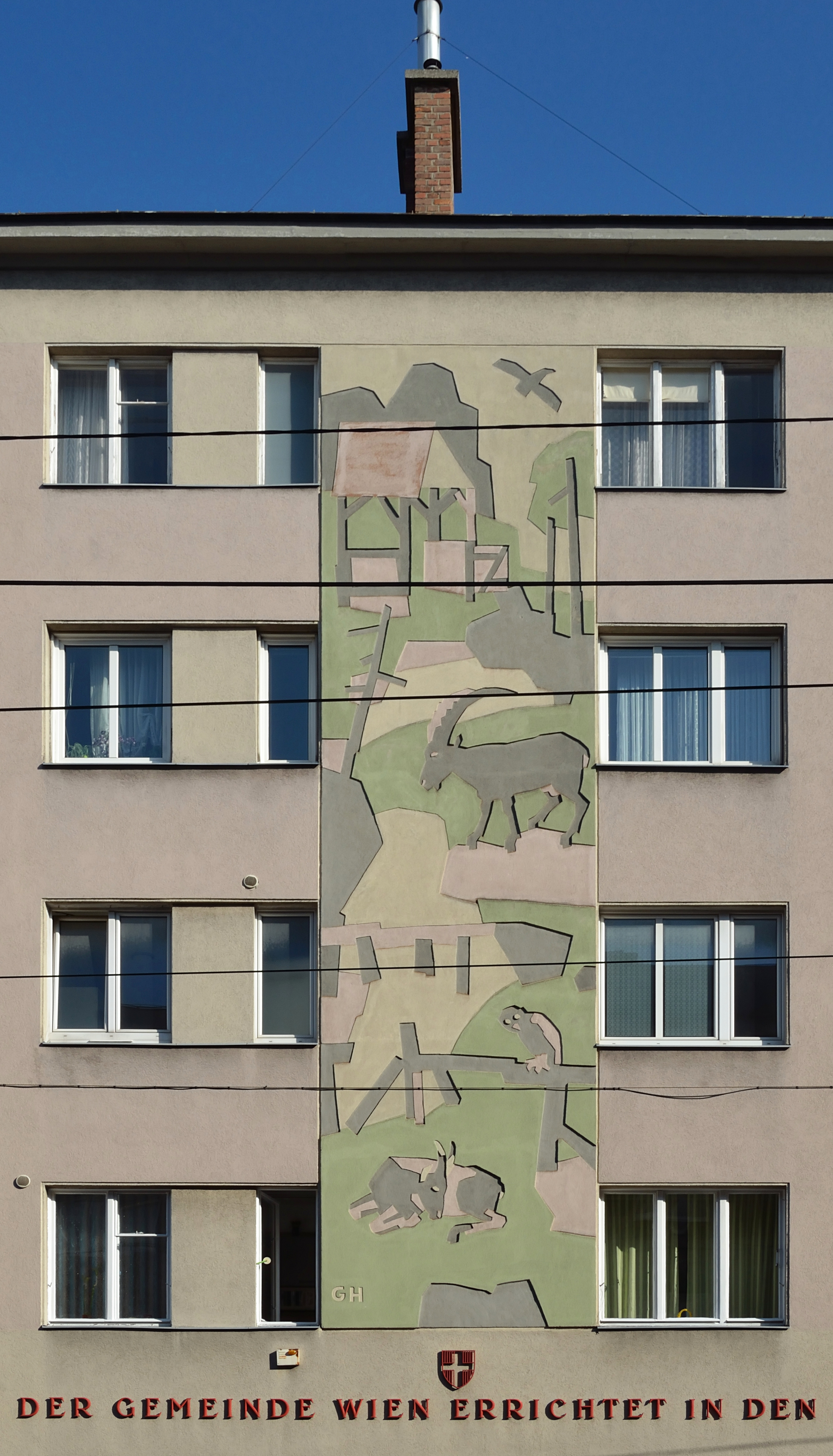
Esgrafiado de Gustav Hessing en Wohnhausanlage Panikengasse 6-8, Viena

## Biografía
Nacido en Chernivtsí, en el suroeste de la actual Ucrania, pero en aquel momento localidad perteneciente a los dominios del imperio austrohúngaro, se trasladó a Viena en 1930 donde llevaría a cabo sus estudios de arte. Su trabajo del período de entreguerras fue expresionista, bebiendo de referentes como Edvard Munch y Richard Gerstl. Posteriormente se vio influenciado por el surrealismo, el cubismo y la pintura abstracta.
A Hessing se le prohibió trabajar desde 1938 hasta 1945, atravesando uno de los periodos más duros de su vida durante la Segunda Guerra Mundial, en la que perdió a su madre y a otros familiares. Fue en aquellos tiempos en los que pintó unas acuarelas muy fuertes y oscuras, aunque no se conservan muchas debido a la destrucción de parte de su obra durante la guerra.
A partir de 1948, Hessing comenzó a pintar una especie de composiciones abstractas que posteriormente dieron como resultado un sistema de signos geométricos. A partir de la década de 1950 estuvo influido por el surrealismo y el cubismo. Siguiendo el circuito de artistas fantásticos como Edgar Jené, Hessing se concentró en obras oscuras y místicas con un impacto surrealista.
De 1967 a 1979 trabajó como profesor en la Academia de Bellas Artes de Viena. Hessing recibió el Premio de Bellas Artes de la Ciudad de Viena en 1967, mientras que en 1979 la Galería del Palacio Belvedere le dedicó una gran retrospectiva. Falleció en 1981, siendo enterrado en una tumba honoraria en el cementerio central de Viena.
Algunas de sus obras forman hoy parte de importantes colecciones de Austria, como es el caso de la del Museo Leopold o la del museo del Palacio del Belvedere.